# Тодор Минков (Русе)
Вижте пояснителната страница за други личности с името Тодор Минков.
Тодор Николов Минков (на руски: Фёдор Николаевич Минков) е бележит български възрожденец, железопътен инженер, български и руски просветен деец, общественик, публицист, дарител, руски офицер, участник в Кримската война, въздигнат в дворянин, член-кореспондент на Българското книжовно дружество, близък на Христо Ботев и други революционери сподвижник на националноосвободителното движение, създател и дългогодишен ръководител на Южнославянския пансион в град Николаев, Одеска област и на неговото продължение в Равини (рус. Ровины, беларус. Равіны) до град Дрогичин, Брестка област, където благородният българин завършва земния си път.

## Биография
Роден е в Русе в семейството на българския търговец Никола Георгиев. Родът му произхожда от Арбанаси, като през 1759 – 1760 г. се преселва в Русе. Брат на майка му е крупният местен търговец Тодор Минков. По негово настояване момчето взима личното и фамилното име на бездетния вуйчо.
Учи в начално училище в родния си град от 1836 г., след което завършва реална гимназия във Виена с отличен успех. Постъпва в Политехническия университет в Дрезден, провежда учебна практика и работи по строежите на железопътните линии на Саксония. След турския и гръцкия от родината си усвоява и немски език в гимназията и университета, а също отлично и руски език с помощта на руските си състуденти. По време на Кримската война (1853 – 1856) постъпва като доброволец в българския доброволчески батальон на руската армия, произведен е в офицерски чин подпоручик. Участва в бойни действия, включително като батальонен инженер в забележителната отбрана на Севастопол (1854 – 1855). Ранен е от куршум в крака и е преведен на длъжност втори адютант на главнокомандващия Южната армия генерала от артилерията княз Михаил Горчаков (1793 – 1861). За храбростта си е награден с „Кръст за храброст“ и 2000 декара земя в Крим. След войната, не става помешщчик, а продължава следването си в политехническия институт в Дрезден и се дипломира като инженер в 1861 г.
На следващата година се устоновява в Одеска област в гр. Николаев на Черно море и от 4 април 1863 създава там и поема отговорността на директор на Южнославянския пансион за младежи християни от Османската империя при 1-ва Александровска реална гимназия в гр. Николаев, в който въвежда национално-педагогически подходи и методи на възпитение и обучение. Още за първата учебна година издейства от правителството отпускането на 35 стипендии за българчета да учат в Русия. В 1866 г. пансиона е закрит от местия губернатор, но Тодор Минков с помощта на Иван Аксаков, граф Николай Игнатиев и директора азиатския департамент на имперското министерство на външните работи Петър Николаевич Стремоухов на 1 март 1867 г. отново открива Пансиона в представетелна сграда на улица Никольска 65 (в 1990 г. при новосформираната украинскинска власт зданието на пансиона е разрушено). Тодор Минков подпомага финансово учениците и пансиона и дори продава част от имението си Таврия за да набави нужните средства. В него са обучени най-видни български борци против османското владичество и строители на новоосвободена България като: Панайот Волов, Алеко Константинов, тримата от братята Славейкови – Рачо, Христо и Райко, Александър Малинов (пет пъти министър-председател, дал решаващ принос при обявяването независимостта на България – 22 септември 1908), майор Константин Никифоров ( първият българин военен министър), Михаил Греков, Атанас Узунов, акад. Антон Каблешков (член на Българския таен централен революционен комитет, председател на Философско-обществения отдел на БАН), полк. Яков Петков, Андрей Богданов, учените: Димитър Матов (виден деец на деец на Върховния македонски комитет, езиковед и етнограф), проф. Марин Бъчваров (астроном), акад. Георги Яковлев Кирков (математик и картограф, директор на Народната библиотека), акад. Пенчо Райков (химик, ректор на Софийския университет), д-р Георги Калатинов (председател на Македонското дружество, един от първите български хирурзи), акад. Димитър Тончев, акад. Петър Пешев, проф. чл.кор. Петър Абрашев, Константин Михайлов-Стоян (виден оперен певец и режисьор), големия писател Георги Стаматов (който също е подпоручик от аргилерията и активен деец на ВМОРО), Екатерина Каравелова (председател на Съюза на българските писатели, преводач на Толстой, Достоевски, Юго, Мопасан, Флобер, Дикенс, учредител на Българския женски съюз, в Балканските войни главна медицинска сестра в лазарета на Военното на Н.В. училище, виден обществен международен деятел в защита на българите в Македония и Тракия), Тодор Тодоров, Константин Писарев, ген. Анастас Бендерев, ген. Петър Груев ген. Симеон Ванков и т.н. стотици българи от Мизия, Тракия и Македония, а също чехи, руснаци, хървати, албанци, сърби, черногорци, босненци, гърци и дори араби християни. В 1893 г. на Тодор Минков се налага да премести пансиона от гр. Николаев в имението Равини (Равіны, Ровины, също село Сиреневка) при гр. Дрогичин близо до Брест, където той подготвя най-вече български и беларуски младежи за постъпване в кадетския корпус, училището съществува до самата кончината на видния българин в 1906 г. Делото на Тодор Минков е оценено високо в Русия. Неговите педагогически подходи и методи се възприемат в много руски училища.
В 1868 година става спомагателен член, а в 1876 година дописен член на Българското книжовно дружество. Той е активен член и на Българското централно благотворително общество в Букурещ подпомагащо националната кауза и българските емигранти.
В пансиона на Тодор Минков се подвизават видни български ревалюционери: Христо Ботев, Филип Тотю, Ильо Войвода, Стефан Караджа, Любен Каравелов, Стоян Заимов и др. В края на 1875 – началото на 1876 г. Т. Минков в контакт с Христо Ботев и други известни революционери дейно участва в събирането на средства за въоръжаването на чети и подготовката на Априлско въстание 1876 г. и Пансионът става един вид ковчежен център. Той успява да събере средства от богати руски личности, с които да се закупи оръжие за българските чети. Той влага много лични средства не само за издръжка на пансиона, но и за подпомагане революционната борба на българите. а неговия ученик Панайот Волов става главен апостол на въстанието в 4-тия Пловдивски революционен окръг. При обявяването на Освободителната руско-турска война Тодор Минков и неговият пансион отново са първостепенен център в който се организират стичащите се опълченци и се събират помощи за освободителното дело.
На 11.05.1885 г., на тържеството по случай 1000 години от кончината на св. Методий, в пансиона на Тодор Минков в гр. Николаев пристига руският император Александър III. Той отличава Тодор Минков с високото звание „Действителен сатски съветник“ с което е произведен в чин съответстващ на генерал-майор  и става потомствен дворянин на Руската империя с наследствен благороднически герб. Връчен му е и Георгиевски кръст за храброст. Гербът е в българските цветове бяло зелено и червено, на лицевата му страна е изобразен старият български червен лъв и факелът на просвещението върху кръстосени мечове с родов девиз – „Трудом честным“, а гърба е българския трикольор. Благородническия герб на Тодор Минков е внесен в „Общий Гербовник Российской империи“ на 9 януари 1908 г. Тодор Минков е носител и на българските ордени Свети Александър (1883), За граждански заслуги 1-ва степен (1896), на руските: Императорский орден Святого Равноапостольного Князя Владимира  (1883), Импера́торский Вое́нный о́рден Свято́го Великому́ченика и Победоно́сца Гео́ргия (Георгиевский крест – 1885 ), Императорский и Царский Орден Святого Станислава (3-й степени – 1866, 2-й степени, 1-й степени -1890), Императорский орден Святой Анны (3-й степени, 2-й степени – 1881, 1-й степени – 1906), Медаль „За храбрость“ (1855) и на черногорския Кнежевски орден Књаз Данило I (1871).
Видният руски славист и историк Нил Александрович Попов, още приживе на видния българин, издава книгата посветена на изследнане на неговото дело „Воспитание болгар и южнославянский пансион Ф. Н. Минкова в Николаеве“ (Санкт-Петербург, 1880).
Тодор Минков умира на 15.03.1906 г. в имението си Равини, където е и Пансионът му, при днешното с. Сиреневка, на 76 години, погребан е в гробището на гр. Дрогичин. В 2012 г. телеводещия Вячеслав Бондаренко и съпругата му журналистката и писателка Екатерина Честнова откриват гроба му полуразрушен, паметника и надгробието скоро са възстановени от преподавателите и учащите се в Слонимсия кадетски корпус. На. 4 януари 2013 г. в Минск и в Русе едновременно се провежда честване на паметта на Т. Минков.
В София веднага след кончината му в 1906 г. в изпълнение на дарителската воля на бележития български възрожденец е построено и кръстено на него училище станало в 1909 Първа софийска девическа прогимназия „Тодор Минков“, днес това е елитното столично училище 20 ОУ „Тодор Минков“. със специализирано немско и френско езиково обучение под патронажа на културните мисии на посолствотвата на ФРГ и Франция в България.
В родния му град Русе на негово име е кръстена улица „Тодор Минков“.

## Семейство и потомци
Тодор Минков след пристигането си в гр. Николаев в 1866 се жени за местната знатна девойка Ксения Павловна, която става силно съпричастна към делото на съпруга си. Приемната дъщеря на вдовицата на Т. Минков е видната българска преводачка д-р Лиляна Тодорова Минкова (1932 – 2016) доктор по филология превела на български „Майстора и Маргарита“ на Булгаков и „Дванадесетте стола“ на Илф и Петров. Внукът на Т. Минков проф. арх. Георги Репнински (1908 – 1999 г.) е известен български архитект, професор, автор на много книги и статии.